# Stefan Mücke
Stefan Mücke (ur. 22 listopada 1981 roku w Berlinie) – niemiecki kierowca wyścigowy.

## Kariera
Mücke rozpoczął karierę w międzynarodowych wyścigach samochodowych w 1998 roku od startów w Formule BMW ADAC, gdzie osiemnastokrotnie stawał na podium, w tym piętnastokrotnie na jego najwyższym stopniu. Dorobek 337 punktów dał mu tytuł mistrza serii. W późniejszych latach Niemiec pojawiał się także w stawce Austriackiej Formuły 3, Formuły 3 - 100 Meilen von Hockenheim, Niemieckiej Formuły 3, Masters of Formula 3, Deutsche Tourenwagen Masters, American Le Mans Series, 24-godzinnego wyścigu Le Mans, FIA GT Championship, Le Mans Series, Czech International Championship, 24h Nürburgring, Asian Le Mans Series, FIA GT1 World Championship, Intercontinental Le Mans Cup, VLN Endurance, FIA World Endurance Championship, City of Dreams Macau GT Cup, 24 Hours of Barcelona, Blancpain Endurance Series, GT Asia, Dunlop 24H Dubai oraz United Sports Car Championship .

## Wyniki w 24h Le Mans
| Rok  | Zespół                                    | Partnerzy                      | Samochód                 | Klasa   | Okr. | Poz. | Klasa Pos. |
| ---- | ----------------------------------------- | ------------------------------ | ------------------------ | ------- | ---- | ---- | ---------- |
| 2007 | Charouz Racing System                     | Jan Charouz Alex Yoong         | Lola B07/17-Judd         | LMP1    | 338  | 8    | 5          |
| 2008 | Charouz Racing System Aston Martin Racing | Jan Charouz Tomáš Enge         | Lola B08/60-Aston Martin | LMP1    | 354  | 9    | 9          |
| 2009 | AMR Eastern Europe                        | Jan Charouz Tomáš Enge         | Lola-Aston Martin B09/60 | LMP1    | 373  | 4    | 4          |
| 2010 | Aston Martin Racing                       | Harold Primat Adrián Fernández | Lola-Aston Martin B09/60 | LMP1    | 365  | 6    | 5          |
| 2011 | Aston Martin Racing                       | Darren Turner Christian Klien  | Aston Martin AMR-One     | LMP1    | 4    | NU   | NU         |
| 2012 | Aston Martin Racing                       | Adrián Fernández Darren Turner | Aston Martin Vantage GTE | GTE Pro | 332  | 19   | 3          |
| 2013 | Aston Martin Racing                       | Darren Turner Peter Dumbreck   | Aston Martin Vantage GTE | GTE Pro | 314  | 17   | 3          |
| 2014 | Aston Martin Racing                       | Darren Turner Bruno Senna      | Aston Martin Vantage GTE | GTE Pro | 310  | 35   | 6          |